# Топилин, Максим Анатольевич
Макси́м Анато́льевич Топи́лин (род. 19 апреля 1967, Москва) — российский государственный и политический деятель. Председатель комитета Государственной Думы по экономической политике с 12 октября 2021 года. Действительный государственный советник Российской Федерации 1-го класса (2009).
Старший советник генерального директора — председателя правления ОАО «РЖД» (1 марта — 12 октября 2021). Председатель правления Пенсионного фонда Российской Федерации (22 января 2020 — 11 февраля 2021). Руководитель Федеральной службы по труду и занятости (29 марта 2004 — 31 июля 2008). Заместитель министра здравоохранения и социального развития Российской Федерации (31 июля 2008 — 21 мая 2012). Министр труда и социальной защиты Российской Федерации с 21 мая 2012 по 15 января 2020 (исполняющий обязанности с 8 по 18 мая 2018 и с 15 по 21 января 2020).
Кандидат экономических наук (1991).
Из-за поддержки российско-украинской войны — под санкциями 27 стран ЕС, Великобритании, США, Швейцарии, Австралии, Японии, Украины, Новой Зеландии.

## Биография

### Образование
- В 1988 году — окончил Московский институт народного хозяйства им. Г. В. Плеханова по специальности «экономист».
- Кандидат экономических наук (1991), диссертация на тему «Материальное стимулирование трудового вклада структурных подразделений предприятия».

### Трудовая деятельность
С 1988 года на работал в НИИ труда, где прошёл путь от младшего научного сотрудника до заведующего сектором.
В 1994—2001 работал в Аппарате Правительства Российской Федерации:
- Специалист-эксперт, консультант отдела Департамента труда, здравоохранения и социальной защиты населения;
- В 1996—1997 — консультант отдела Департамента труда и здравоохранения;
- В 1997—1998 — консультант, а в 1998—2001 — начальник отдела социальной политики и труда Департамента социального развития.[источник не указан 616 дней]

В 2001—2004 — заместитель Министра труда и социального развития Российской Федерации.
С 24 марта 2004 по 31 июля 2008 — Руководитель Федеральной службы по труду и
занятости — главный государственный инспектор труда Российской Федерации.
С 31 июля 2008 по 21 мая 2012 — заместитель Министра здравоохранения и социального развития Российской Федерации.
С 21 мая 2012 по 21 января 2020 года — Министр труда и социальной защиты Российской Федерации.
19 сентября 2012 года указом Президента Российской Федерации Топилину, министру регионального развития Олегу Говоруну и министру образования и науки Дмитрию Ливанову был объявлен выговор. Спустя год, 30 сентября 2013 года, Владимир Путин снял дисциплинарное взыскание с Ливанова и Топилина, аннулировав тем самым свой указ, Говорун был уволен ранее и перешёл на работу в Администрацию Президента.
С 22 января 2020 по 11 февраля 2021 года — Председатель правления Пенсионного фонда Российской Федерации.
1 марта 2021 года назначен старшим советником генерального директора — председателя правления ОАО «РЖД». Курирует работу с органами государственной власти и нормотворческую деятельностью в области социальной политики и охраны труда.
19 сентября 2021 года по итогу парламентских выборов получил мандат депутата Государственной думы по партийному списку от партии Единая Россия от Республики Татарстан (№ 5 в региональной группе). 12 октября 2021 года избран председателем Комитета Государственной Думы по экономической политике — ранее Комитет ГД по экономической политике, промышленности, инновационному развитию и предпринимательству под председательством Сергея Жигарева.
В 2021 году проголосовал за закон о ликвидации поста президента Татарстана.
В 2023 году вместе с однопартийкой и коллегой по представительству Татарстана в парламенте Еленой Ямпольской предложил законопроект об обязательном использовании русского языка для его защиты от иностранных заимствований.

## Международные санкции
25 февраля 2022 года, на фоне вторжения России на Украину, включён в санкционный список стран Евросоюза в ответ на решение России признать территории Донецкой и Луганской областей Украины и на решение об отправке туда российских войск.
11 марта 2022 года внесён в санкционный список Великобритании «за признание независимости двух сепаратистских регионов в Украине».
30 сентября 2022 года внесён в санкционный список США в ответ на «фиктивные референдумы» и «аннексию территорий Украины российскими оккупационными силами». Государственный департамент отмечает что депутаты единогласно приняли закон о фейках, а некоторые депутаты сыграли ключевую роль в распространении российской дезинформации о войне.
23 февраля 2023 года включён в санкционный список Канады «соратников режима», так как он «голосовал за законодательство связанное с вторжением и попыткой аннексии четырёх регионов Украины».
По аналогичным основаниям, с 4 марта 2022 года находится под санкциями Швейцарии. С 4 мая 2022 года находится под санкциями Австралии. С 12 апреля 2022 года находится под санкциями Японии. Указом президента Украины Владимира Зеленского от 7 сентября 2022 года находится под санкциями Украины. С 12 октября 2022 года находится под санкциями Новой Зеландии.

## Семья
Отец — Анатолий Васильевич (род. 1940), доктор экономических наук, главный научный сотрудник ИСПИ РАН.
Жена — Мария Валентиновна Топилина (род. 1968), две дочери.

## Классный чин
- Государственный советник Российской Федерации 1-го класса (25 января 1999)[25]
- Действительный государственный советник Российской Федерации 2-го класса (30 января 2003)[26]
- Действительный государственный советник Российской Федерации 1-го класса (30 сентября 2009)[2]

## Награды
- Орден Мужества (17 ноября 2008) — за мужество и самоотверженность, проявленные при оказании медицинской помощи пострадавшим в грузино-югоосетинском конфликте[27]
- Почётная грамота Президента Российской Федерации (17 августа 2010) — за активное участие в подготовке и проведении мероприятий, посвящённых 65-летию Победы в Великой Отечественной войне 1941—1945 годов[28]
- Медаль «За вклад в создание Евразийского экономического союза» II степени (8 мая 2015, Высший совет Евразийского экономического союза)[29]
- Орден «За заслуги перед Республикой Дагестан» (19 апреля 2017) — за большой вклад в социально-экономическое развитие Республики Дагестан[30]
- Медаль «За вклад в развитие Евразийского экономического союза» (29 мая 2019, Высший совет Евразийского экономического союза)[31]